# Faria: A World of Mystery and Danger!
Faria: A World of Mystery and Danger!, conosciuto in Giappone come Faria Fuuin no Tsurugi (ファリア 封印の剣?), è un videogioco del genere action RPG sviluppato nel 1989 per Nintendo Entertainment System.

## Trama
Faria racconta la vicenda di un guerriero che deve salvare la figlia del re di Faria, rapita da un mago. L'avventura inizia nella città di Ehdo.
Durante il corso del gioco si scoprirà che il protagonista è in realtà un uomo trasformato in una donna in seguito ad un incantesimo.

## Modalità di gioco
Il videogioco è simile ai titoli della serie The Legend of Zelda, sebbene presenti elementi derivati da Dragon Quest.